# Matsumuraja rubifoliae
Matsumuraja rubifoliae är en insektsart. Matsumuraja rubifoliae ingår i släktet Matsumuraja och familjen långrörsbladlöss. Inga underarter finns listade i Catalogue of Life.